# Антон фон Добльгоф-Дір
Антон Фрайгер фон Добльгоф-Дір (нім. Anton Freiherr von Doblhoff-Dier; *10 листопада 1800, Горіція, Гориця і Градишка, Священна Римська імперія — †16 квітня 1872, Відень, Австро-Угорщина) — австрійський політичний діяч. У 1848, під час революції, протягом 10 днів очолював уряд Австрійської імперії. Барон.

## Біографія
Походив з родини землевласника, що мав титул надвірного радника. Народився в Горції, здобув юридичну освіту у Віденському університеті. Поступив на державну службу, проте вже в 1836 вийшов у відставку. Оселився в Бадені, в замку Вайкерсдорф (Weikersdorf), який належав його дядькові. Захоплювався агрономією.
Після початку в березні 1848 революції, Добльгоф-Дір був обраний до Рейхстагу, приєднався до лібералів. При формуванні в травні уряду Піллерсдорфа, зайняв пост міністра торгівлі. 8 липня, після відставки кабінету, тимчасово очолив уряд і одночасно обійняв посаду міністра внутрішніх справ. 18 липня міністр-президентом був призначений Йоган фон Вессенберг-Ампрінґен. Добльхофф-Дір зберіг посаду міністра внутрішніх справ і обіймав її до Жовтневого повстання у Відні.
У 1849–1858 — посол Австрії в Нідерландах. З 1861 був депутатом Рейхстагу, з 1867 — членом Палати панів (Herrenhaus).

## Визнання
У 1873 ім'ям Антона фон Добльгоф-Діра названо провулок у Першому окрузі Відня, в районі Рейхстагу — Добльхоффгассе.